# Grințieș
Grințieș là một xã thuộc hạt Neamț, România. Dân số thời điểm năm 2002 là 2604 người.